# Kjachta

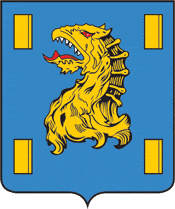
Kjachtas stadsvapen.

Kjachta (ryska: Кяхта; burjatiska: Хяагта) är en stad i östra Sibirien i republiken Burjatien, Ryssland. Befolkningen uppgick till 20 036 invånare i början av 2015.
Staden är belägen vid en biflod till Selenga vid mongoliska gränsen och inkluderar även Troitskosavsk tre kilometer norrut och Ust-Kjachta nitton kilometer bort.
I fördraget i Nertjinsk (1689) mellan Qing-imperiet och Ryssland bestämdes Kjachta som den enda ryska gränshandelsplatsen, mitt emot vilken och endast några hundra steg därifrån kineserna uppbyggde staden Maimaicheng (買賣城), vilken idag är belägen i Mongoliet med namnet Altanbulag.
Fram till dess att fördraget i Kjachta slöts 1727 var handeln mellan Kjachta och Kina ett statligt monopol, men från denna tid var den öppen även för enskilda köpmän och växte sedan beständigt till 1860, då rättigheten till varuutbyte utsträcktes till hela rysk-kinesiska gränsen, i enlighet med fördraget i Peking (1860). Sedan dess har stadens roll som handelsplats minskat och sedan Mongoliets självständighet blivit en gränsstad mellan Ryssland och Mongoliet.